# Gerdt Hardorff
Gerdt Hardorff (né le 11 mai 1769 à Steinkirchen, mort le 19 mai 1864 à Hambourg) est un peintre allemand.

## Biographie
Gerdt Hardorff est le fils du navigateur marchand et négociant en grains Gerd Hardorff et de son épouse Alheit Dreyer. Peu de temps avant 1780, le père s'installe avec sa famille à Hambourg. Gerdt Hardorff avait un total de sept frères et sœurs. Il reçoit de premières leçons de dessin en 1783 de Johann Anton Tischbein (en) à l'école d'érudition Saint-Jean puis de l'école de la Société patriotique de 1765.
De 1788 à 1794, il étudie à l'École supérieure des beaux-arts de Dresde auprès de Giovanni Battista Casanova avec une bourse de la Société patriotique. Au cours de ses études, plusieurs peintres se rassemblent autour de lui, avec lesquels il fonde une académie privée qui se réunit dans sa chambre, notamment Philipp Veith (de), Johann Christian Klengel et Johann Heinrich Menken (de). On dessine des nus d'après modèle vivant et, contrairement à l'étude de l'académie, des études dans la nature. En mars 1794, Hardorff remporte avec son tableau Cain, après le fratricide le 1er prix de l'exposition de l'académie. En plus des beaux-arts, il étudie les classiques de la littérature ancienne. Son frère Johann, qui travaille à Dresde en tant que professeur de langues orientales, le soutient. Un autre frère, Hinrich Andreas Hardorff, est également peintre et dessinateur, mais est relativement inconnu. Il est inscrit dans le Hamburger Adressbuch (de) de 1816 à 1819. À l'époque de Gerd Hardorff à Dresde, Friedrich Schiller, Johann Wolfgang von Goethe, Johann Gottfried Herder et Hanns Moritz von Brühl font également partie de ses relations. Brühl tente d'inviter Hardorff comme compagnon de voyage en Italie pour rencontrer son fils Carl von Brühl, mais Hardorff refuse.

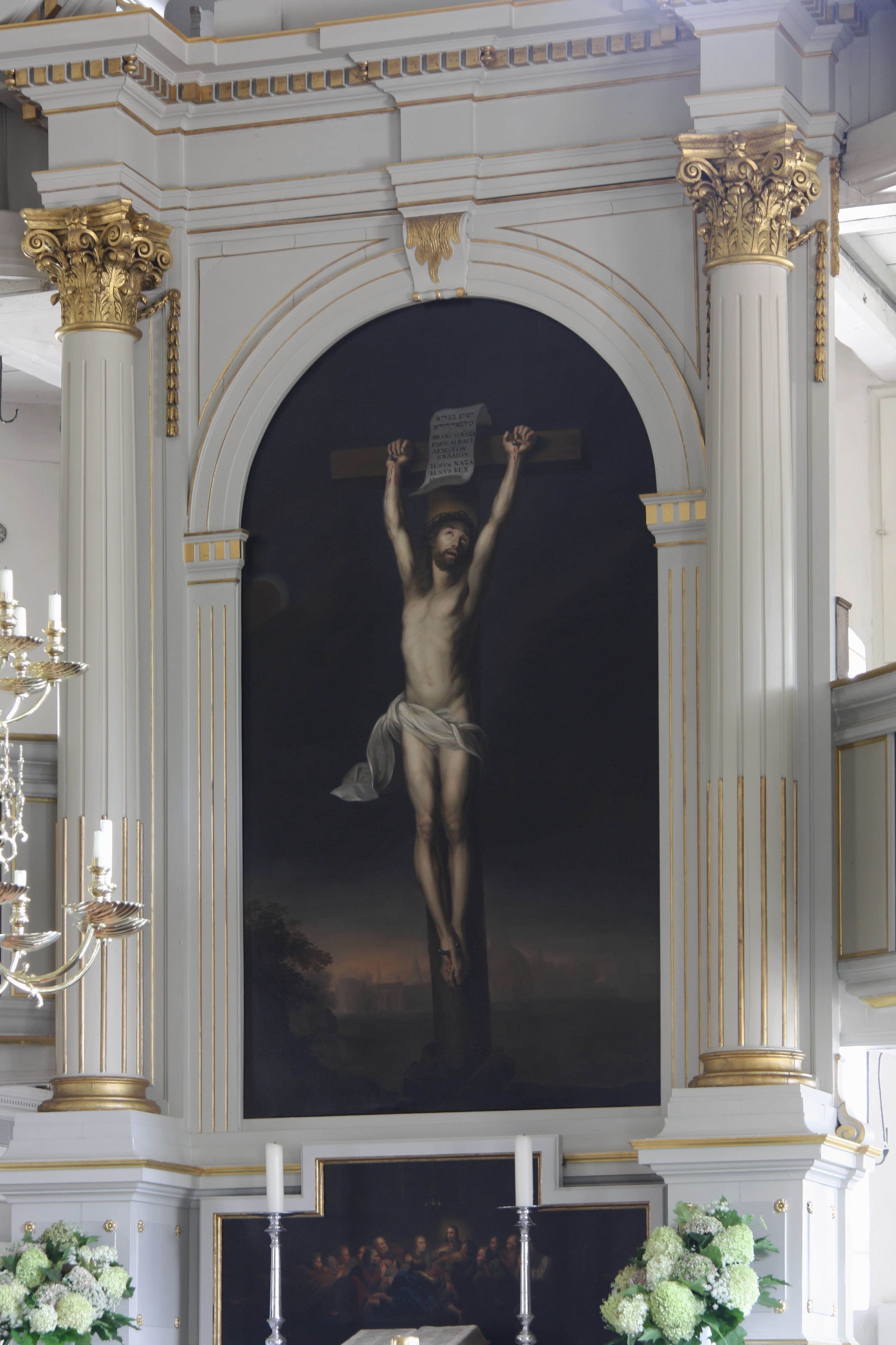
Le Christ en croix, 1795, église Saint-Séverin de Hambourg

À l'été 1794, Gerdt Hardorff rentre à Hambourg. En 1795, il peint le Christ en croix et La Dernière Cène pour l'église Sainte-Marie-Madeleine (de). Les deux peintures à l'huile sont achetées plus tard par l'Oberalter Hermann Flügge pour l'église Saint-Jacques et sont depuis 1988 prêtées à l'église Saint-Séverin (de). En 1796 Hardorff fait le portrait de Friedrich Gottlieb Klopstock. Ce dessin lui sert en 1819 de modèle pour une lithographie réalisée par lui. En 1827, l'ambassadeur de France à Hambourg, Jean Baptiste Gaspard Roux de Rochelle, charge Hardorff de peindre un portrait de Klopstock, en utilisant le dessin ou l'impression comme modèle. La peinture à l'huile est maintenant dans la collection du château de Versailles. La lithographie ou le tableau est de nouveau utilisé comme modèle par d'autres lithographes, graveurs sur cuivre ou sur acier, tels que Friedrich Theodor Müller, Johann Friedrich Bolt (de) et François Pigeot.
Le 16 janvier 1797, Hardorff est fait citoyen hambourgeois. Le 19 janvier, il épouse son amour d'enfance, Juliane Mielck, fille d'un homme d'affaires hambourgeois. Sur la recommandation de Goethe, il est choisi comme professeur de dessin au Johanneum en 1802 et exerce l'année suivante. Il est parallèlement à l'école de dessin de la Société patriotique de 1796 à 1822 et de 1818 à 1822 à l'école pour les pauvres de Hieronymus Pasmann (de).
En 1815, Hardorff publie un premier portefeuille de gravures. En 1825, il fait le portrait du peintre Andreas Borum (en). Dans les années 1820, il crée pour Johanneum des portraits de Johann Gottfried Gurlitt (de) et de Karl Friedrich Hipp (de). En 1828-1829, il peint le portrait du fondateur du Johanneum Johannes Bugenhagen, commandé par le maire Martin Garlieb Sillem (1769-1835) et fait don au Johanneum lors de son centenaire en 1829. Le 16 mai 1834, Gerdt, fils aveugle de Hardorff, décède. Au cours des dernières années, il devient aveugle peu à peu, de sorte qu’au cours des premiers mois de 1849, il ne peut plus exercer le métier de professeur de dessin dans les deux écoles de Johanneum et prend sa retraite. Son épouse Juliane est décédée cinq ans avant lui.
Gerd Hardorff est l'un des membres fondateurs de l'Association d'arts de Hambourg fondé en janvier 1822. En 1852, l'association lui décerne le titre de membre honoraire.

## Élèves
Louis Asher, Johann Wilhelm David Bantelmann, Johann Hieronymus Barckhan, Karl Theodor Boehme, Peter Nikolaus Buson, Theodor Bülau, Ferdinand Theodor Dose, Johann Gottfried Eiffe, Günther Gensler, Jacob Gensler, Georg Haeselich, ses fils Gerdt Hardorff (1800–1834), Rudolf Hardorff (1816–1907) et Julius Theodor Hardorff (1818–1898), Franz Heesche, Hermann Kauffmann, Henri Lehmann, Carl Julius Milde, Julius Oldach, Philipp Otto Runge, Karl Schlesinger, Emil Gottlieb Schuback, Hermann Wilhelm Soltau, Erwin Speckter, Otto Speckter, Hermann Steinfurth, Heinrich Stuhlmann, Friedrich Wasmann.